# Bowsprit Point
Der Bowsprit Point (englisch für Bugsprietspitze) ist eine Landspitze am nordöstlichen Ende von Leskov Island im Archipel der Südlichen Sandwichinseln. Sie markiert nördlich die Einfahrt zur Kraterbucht.
Das UK Antarctic Place-Names Committee verlieh der Landspitze 1971 aufgrund ihrer Ähnlichkeit mit einem Bugspriet ihren deskriptiven Namen.